# Новое Байдеряково
 Новое Байдеряково (чув. Вӑрӑмхӑва) — деревня в Яльчикском районе Чувашской Республики. Входит в состав Лащ-Таябинского сельского поселения.

## География
Находится в восточной части Чувашии на расстоянии приблизительно 17 км на юг-юго-восток по прямой от районного центра села Яльчики.

## История
Основана в XIX веке переселенцами из села Байдеряково Тетюшского уезда. Здесь было учтено: в 1869—174 жителя, в 1897—324, в 1926 — 88 дворов, 489, в 1939—557, в 1979—506. В 2002 году учтено 136 дворов, 2010 — 98 домохозяйств. В период коллективизации был образован колхоз «Хунав», в 2010 году функционировало ООО "Агрофирма «Родник».

## Население
Население составляло 366 человек (чуваши 99 %) в 2002 году, 279 в 2010.